# Barnave (Drôme)
Barnave település Franciaországban, Drôme megyében. Lakosainak száma 216 fő (2022. január 1.). Barnave Aucelon, Menglon, Montmaur-en-Diois, Pennes-le-Sec, Recoubeau-Jansac, Rimon-et-Savel és Saint-Roman községekkel határos.

## Népesség
A település népességének változása:
| Lakosok száma | 117  | 119  | 125  | 156  | 168  | 185  | 198  | 201  | 209  | 216  |
|               | 1968 | 1982 | 1990 | 2006 | 2013 | 2015 | 2017 | 2019 | 2020 | 2022 |